# 紳士服松崎
紳士服松崎（しんしふく まつざき）は1912年創業の紳士服オーダー店。正式名称は、株式会社松崎。創業者松崎助次郎。昭和初期に専門書ティラーを発刊。松崎の型紙は当時米国で発刊されていたAmerican gentleman and sartorial art journal にアジアで唯一掲載された。現在ワシントンD.C.にある Library of congress に保存されている。また裁断基礎研究（松崎洋服店発行　今泉末著）等の専門書は国立国会図書館に蔵書されている。